# Década perdida (Japón)

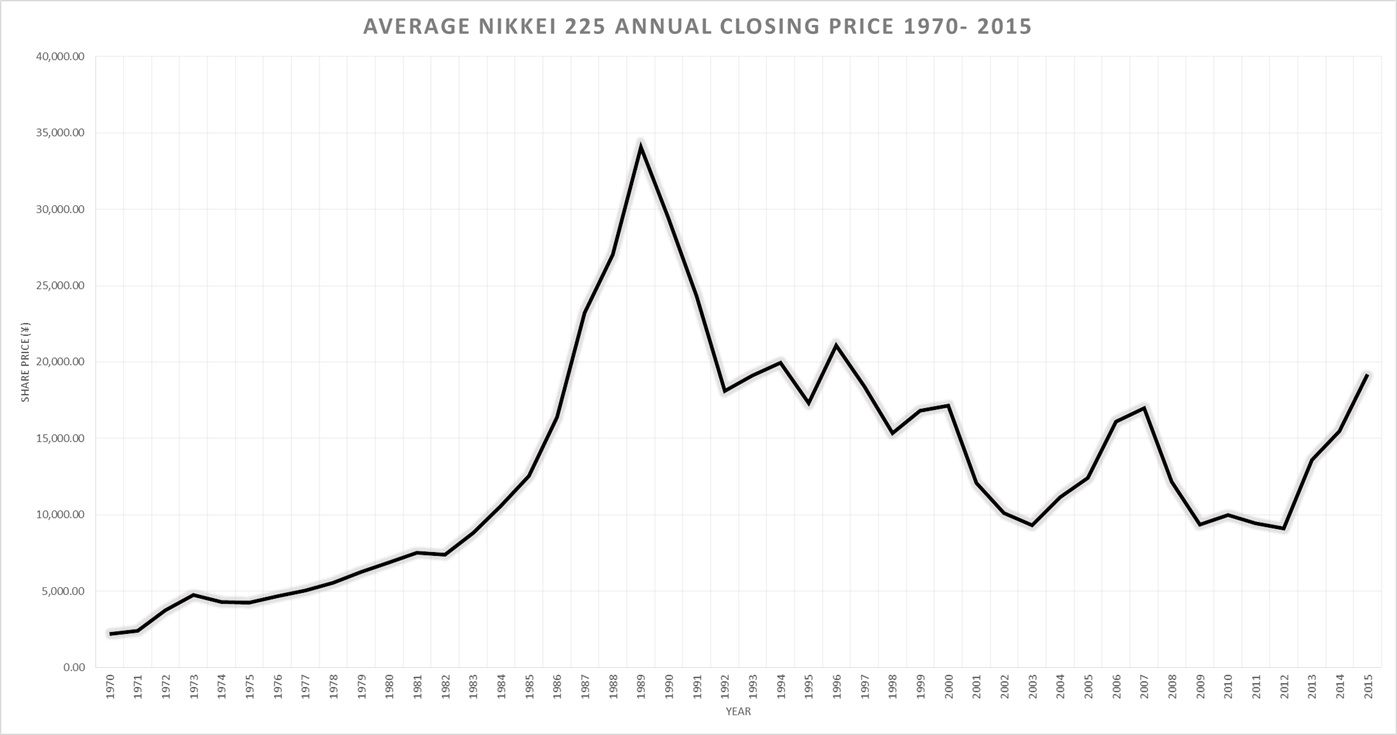
Evolución del índice Nikkei 225 entre 1970 y 2015. Desde 1990 nunca se volverían a alcanzar los máximos conseguidos.

Precios inmobiliarios en Japón entre 1965 y 2008 (base 100 en año 2000)
Inmuebles comerciales
Inmuebles residenciales
Inmuebles industriales
Índice de precios (inflación general)

La «década perdida» (en japonés: 失われた十年, Ushinawareta Jūnen) es el término empleado para referirse al estancamiento económico que vivió Japón desde finales de 1991 como consecuencia del estallido de la burbuja financiera e inmobiliaria gestada desde mediados de la década de 1980. En un principio la «década perdida» se refería al periodo comprendido entre 1991 y 2001, sin embargo, algunos analistas han tratado de incluir la década de 2001 a 2011 e incluso la década de 2011 a 2021 bajo los títulos de «20 años perdidos» y «30 años perdidos» (失われた30年).
Con el estallido de la burbuja de activos en 1991, se dio por concluido el conocido como milagro económico japonés, un periodo de extraordinario crecimiento económico a lo largo de varias décadas que acabó por situar a Japón como la segunda mayor economía del mundo a principios de la década de 1990 y que según algunas proyecciones de la época, incluso podría llegar a desbancar a Estados Unidos como primera economía nacional. Entre 1991 y 2003, la economía japonesa creció a un ritmo medio del 1,14% anual y el crecimiento real promedio entre 2000 y 2010 fue de alrededor del 1%, muy por debajo, en ambos casos, de lo vivido en el resto de naciones industrializadas. La Gran Recesión de 2008, el maremoto de Tōhoku de 2011 y la pandemia mundial de COVID-19 tuvieron un profundo impacto negativo en la economía japonesa que agudizaron los problemas que padecía desde 1991.
Con amplias repercusiones negativas para toda la economía japonesa y su población, durante el período 1995-2007 el PIB cayó de 5,33 billones a 4,36 billones de dólares en términos nominales, mientras que su PIB per cápita nominal –superior al de Estados Unidos entre 1987 y 2001– sufrió un notable descenso y estancamiento a largo plazo. Los salarios cayeron alrededor de un 5% en términos reales y el país experimentó un estancamiento permanente de los precios, mientras que el desempleo evolucionó de un 2,1% en 1991 a un máximo del 5,4% en 2002, con lo que se mantuvo en tasas de pleno empleo. Otros indicadores sugieren que el país sí experimentó un cierto progreso económico en la «década perdida» a nivel macroeconómico, pues su PIB en PPA evolucionó de 4,10 billones a 4,53 billones de dólares entre 1991 y 2001 según el Banco Mundial. Si bien existe cierto debate sobre el alcance real y la medición de los reveses sufridos por Japón, el efecto económico de la «década perdida» está bien establecido y la política japonesa continuó lidiando con sus consecuencias durante décadas, con escaso éxito.

## Antecedentes

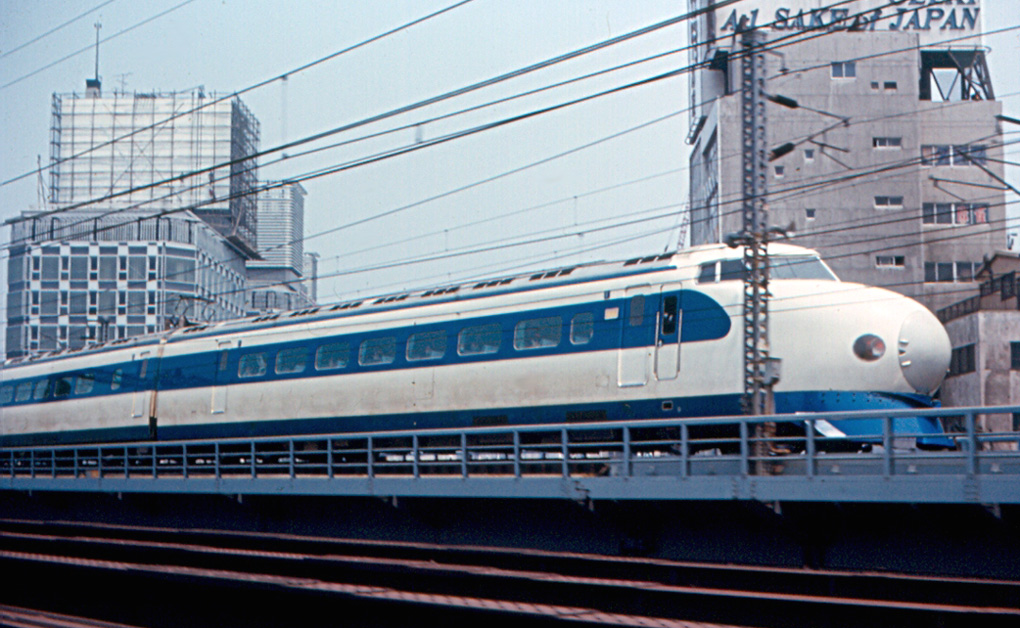
El Shinkansen a su paso por Tokio en mayo de 1967. La alta velocidad ferroviaria japonesa, pionera en el mundo, fue uno de los símbolos más visibles de su desarrollo.

Japón fue uno de los países derrotados en la Segunda Guerra Mundial y en la posguerra su economía se encontraba devastada y su territorio ocupado por tropas estadounidenses. Finalizada la ocupación, el principal problema económico de Japón se encontraba en su abultado déficit comercial, una vulnerabilidad que podía poner en duda la permanencia del país en el bloque occidental. Estados Unidos se involucró entonces en preservar su alianza con Japón con ayudas para su reestructuración económica y a cambio el país asiático accedió a las demandas políticas y militares estadounidenses en el marco de la Guerra Fría.

Evolución del PIB per cápita real de Japón y países relacionados entre 1870 y 2018.

En clave interna, Japón desarrolló un modelo capitalista propio que tuvo como ejes principales a un Estado fuertemente intervencionista y proteccionista, la formación de grandes conglomerados empresariales ampliamente diversificados en sus actividades económicas y la convergencia entre la mano de obra y la estructura empresarial dentro de esos emporios. De esta forma, el particular modelo de capitalismo japonés vivió una acelerada y dinámica industrialización desde la década de 1950 y estableció un modelo laboral a largo plazo que aseguraba a los trabajadores de las grandes empresas un empleo de por vida, salarios ligados a la antigüedad y la gestión dual de la empresa entre directivos y trabajadores.  Estados Unidos alentó la plena integración de Japón en el comercio internacional del bloque occidental, convirtió al país en un próspero estado cliente y le permitió mantener sus políticas intervencionistas y proteccionistas internas a cambio de erigirse en «escaparate» para otros países asiáticos que pudieran caer en la órbita del bloque socialista. Por todo lo anterior, algunos autores consideran también el «contexto internacional particularmente favorable» como uno de los pilares del gran crecimiento japonés de la época.
El Estado se implicó decisivamente en la economía, condicionando la toma de decisiones empresariales, manteniendo devaluado el yen para favorecer el crecimiento de las exportaciones y ejerciendo una férrea regulación del sector financiero, que sumado a la gran tasa de ahorro del país –en torno a un 40% del PIB en la década de 1970, el doble que la media occidental– aseguró grandes flujos de crédito a empresas estratégicas y bajos tipos de interés. El país incluso logró sortear la crisis del petróleo de 1973 con notable éxito, pues el gobierno impulsó un cambió de modelo con la fusión de empresas de sectores en declive, fomentó una mayor apertura exterior y acentuó la acumulación de capital humano e inversiones en tecnología. Japón mantuvo altas tasas de crecimiento en los años posteriores, en contraste con los pobres resultados de las demás economías desarrolladas, gracias a un cambio de modelo centrado en la eficiencia, la alta productividad laboral y unas economías de escala en el sector tecnológico que definieron la visión que Occidente tuvo de Japón en las décadas posteriores.
Japón logró durante sus cuatro décadas de milagro económico las mayores tasas de crecimiento registradas por cualquier país del mundo en ese periodo. El PIB per cápita real de Japón creció a una tasa del 8,1% anual en el periodo 1950-1973, más del doble del crecimiento registrado por Europa occidental en ese periodo –que fue de un 4%, a su vez el mayor crecimiento experimentado por un continente en la historia del mundo– y casi el triple del registrado por Asia y el mundo –un 2,9% en ambos casos–. El país logró de esta manera, junto a Europa, reducir el abismo económico y tecnológico que lo separaba de EE.UU y ser la primera nación no occidental en convertirse en un país desarrollado. En su última década de prosperidad previa al colapso, el crecimiento anual medio fue del 3,8% para el periodo 1982-1992. La renta per cápita real de Japón creció a un ritmo del 2% anual en el periodo 1973-2008, superior a los registros occidentales y a la media mundial (1,8%), a pesar de que por lo menos una década de este periodo estuvo marcado por la recesión y el estancamiento.

## Causas

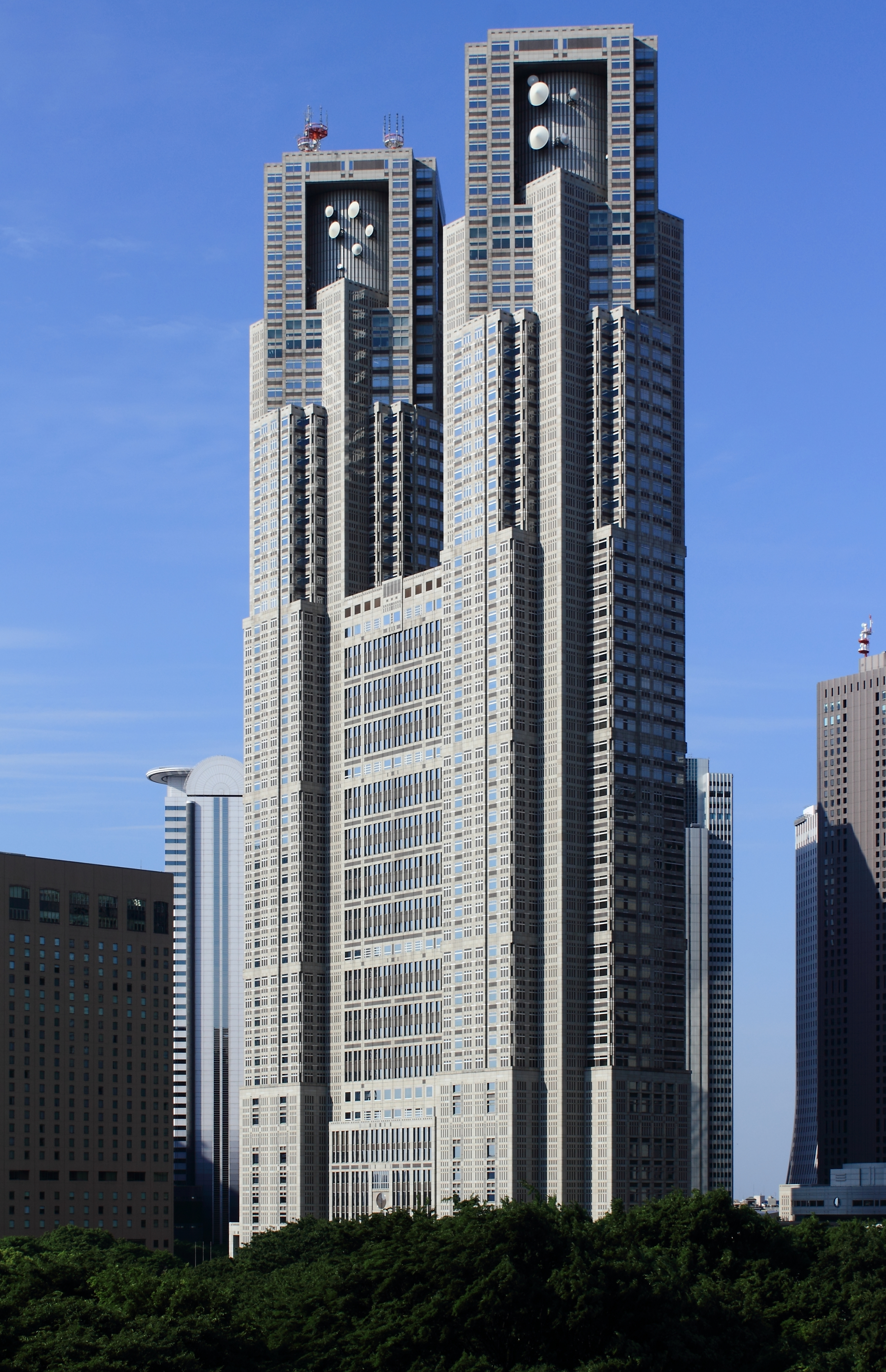
El edificio del gobierno metropolitano de Tokio, terminado en plena burbuja (1991), tuvo un coste de unos 1000 millones de dólares de la época.

Aunque algunos estudiosos sitúan los comienzos de la burbuja en la década de 1970, un año de referencia habitual es 1985, cuando se firmó el Acuerdo del Plaza a petición de Estados Unidos entre las principales economías capitalistas del momento. El acuerdo, que tenía por objeto frenar la apreciación que el dólar había tenido en el lustro precedente respecto a las demás divisas de referencia, como el yen, duplicó el valor del tipo de cambio entre el dólar estadounidense y el yen entre 1985 y 1987, lo que alimentó una burbuja especulativa de activos a escala masiva. La burbuja tuvo su origen en las excesivas cuotas de préstamos que el Banco de Japón impuso a los bancos nacionales, un mecanismo de política monetaria conocido como window guidance. Para Paul Krugman, «los bancos japoneses prestaron más y con menos consideración por la calidad del prestatario que cualquier otro. Al hacerlo, ayudaron a inflar la burbuja económica a proporciones grotescas».
La apreciación del yen respecto al dólar, sumado al crecimiento económico del país en las últimas décadas, provocó un extraordinario apetito inversor japonés fuera de sus fronteras, al tiempo que las grandes rentabilidades de los activos japoneses dispararon la inversión extranjera en el país. Japón se convirtió en la segunda mitad de la década de 1980 en referencia económica global, con algunos analistas incluso apuntando a que se convertiría en pocos años en la primera potencia económica mundial. En efecto, Japón llegó a superar en renta por habitante a Estados Unidos, gozó de pleno empleo, salarios crecientes, un muy fácil acceso a crédito barato y la bolsa de Tokio llegó a ser el primer mercado de valores del mundo. La burbuja de activos llevó a que conglomerados industriales japoneses deficitarios obtuvieran grandes beneficios gracias a sus divisiones financieras. Los precios en el mercado inmobiliario se triplicaron entre 1985 y 1989 y como símbolo de la formidable burbuja se popularizó la frase de que «los terrenos del Palacio Imperial de Tokio valían más que todo el estado de California».
Con el fin de desinflar la burbuja especulativa y mantener la inflación bajo control, el Banco de Japón elevó drásticamente las tasas de interés de los préstamos interbancarios a finales de 1989. Esta política tuvo como efecto inmediato el estallido de la burbuja y el colapso del mercado de valores japonés: los precios de las acciones y de los activos se derrumbaron, lo que provocó que los bancos y compañías de seguros japoneses, extremadamente apalancados y endeudados, quedaran expuestos. Las instituciones financieras recibieron inyecciones de capital por parte del gobierno y préstamos y créditos blandos del banco central, además se les permitió posponer vencimientos y el reconocimiento de pérdidas, convirtiendo a muchas instituciones en bancos zombi. Yalman Onaran escribió en Bloomberg que los bancos zombi fueron una de las razones que llevó al posterior estancamiento. Michael Schuman escribió por su parte en Time que los bancos continuaron inyectando fondos en empresas inviables bajo el pretexto de que eran «demasiado grandes para caer». En la práctica, la mayoría de empresas estaban demasiado endeudadas para hacer mucho más que luchar por sobrevivir. Para Schuman, la economía japonesa no comenzó a recuperarse hasta que estas prácticas finalizaron.
En las décadas posteriores, muchas de las empresas en quiebra se declararon insolventes, dando lugar a una ola de concentración y consolidación que en el caso del sector financiero finalizó con solo cuatro bancos de alcance nacional. Dado el nivel de endeudamiento, muchas empresas encontraron serias dificultades para obtener financiación, a pesar de que los tipos de interés se mantuvieron por debajo del 1% desde 1994.

## Efectos

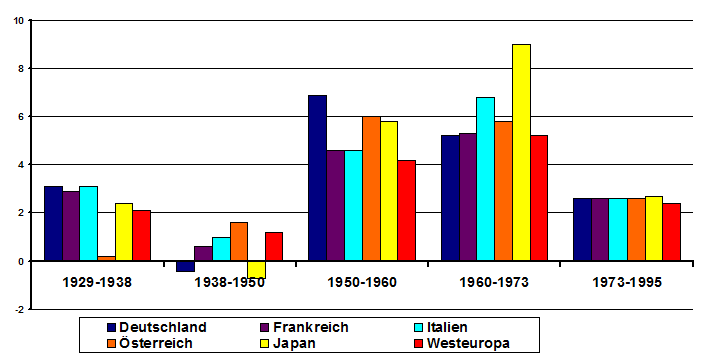
Evolución de las tasas de productividad en distintos periodos de países seleccionados entre 1929 y 1995
Alemania
Francia
Italia
Austria
Japón
Europa Occidental

A pesar de una cierta recuperación en la década de 2000, el consumo conspicuo alcanzado en la década de 1980 no volvió a los niveles previos a la crisis. Los tiempos difíciles de la década de 1990 provocaron que la sociedad rechazase la ostentación y otras demostraciones de riqueza, mientras que las empresas que habían dominado sus respectivas industrias en las tres décadas anteriores, como Toyota, Sony, Panasonic, Sharp y Toshiba tuvieron que hacer frente a una fuerte competencia de empresas extranjeras, en particular las procedentes de China y Corea del Sur.  En 1989, 32 de las 50 empresas más grandes del mundo por capitalización eran japonesas, en 2018 solo quedaba una (Toyota). Muchas empresas reemplazaron a su fuerza laboral por trabajadores temporales, con menos salarios y seguridad laboral. En 2009, estos empleados «no tradicionales» suponían ya un tercio de la fuerza laboral. Los salarios se estancaron o incluso retrocedieron: desde su pico en 1997, los salarios reales se habían reducido alrededor del 13% para 2013. Las encuestas del Ministerio de Sanidad, Trabajo y Bienestar situaron el nivel de ingresos de las familias de 2010 en los mismos niveles que en 1987. Según Teikoku Databank, la agencia de calificación crediticia más grande de Japón, las ventas totales de todas las empresas en Japón disminuyeron un 3,9% entre 2000 y 2010.

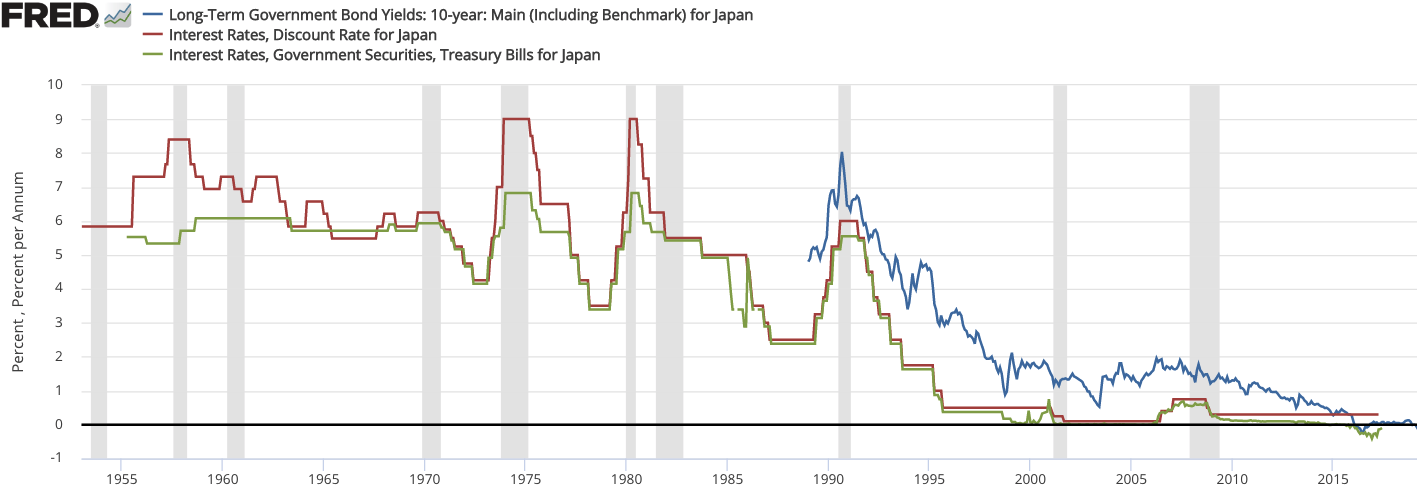
Evolución de las tasas de interés en Japón entre 1955 y 2015

La economía de Japón tardó 12 años en recuperar el PIB de 1995, aunque su retroceso en producción per cápita se mantuvo. En 1991, la producción real per cápita de Japón era un 14% mayor que la de Australia, mientras que en 2011 la producción japonesa era un 14% menor que la australiana. En un lapso de 20 años, la economía japonesa no solo fue superada en producción nominal, sino en eficiencia laboral, donde anteriormente era líder mundial; la productividad laboral japonesa fue la más baja de las economías desarrolladas del G7 y una de las más bajas de la OCDE. Como respuesta a la deflación crónica y el bajo o nulo crecimiento, Japón aprobó estímulos económicos que llevó al Estado japonés de tener una deuda del 65% del PIB en 1989 al 234% en 2019, el nivel de deuda pública más alta del mundo y una enorme carga fiscal para el gobierno, mientras que los efectos fueron, en el mejor de los casos, mixtos. Aun así, Japón es un caso especial, pues a pesar de su extraordinario nivel de deuda pública, esta se encuentra fundamentalmente en manos de inversores japoneses y el Banco de Japón, lo que asegura su viabilidad.
Más de 25 años después del inicio de la crisis, Japón aún sentía sus efectos. Por ello, el entonces primer ministro japonés, Shinzo Abe, elegido en diciembre de 2012, introdujo un paquete de reformas conocido como Abenomics que tenía como objetivo reconducir la marcha de la economía centrándose en los tres principales problemas: la inflación crónicamente baja, la baja productividad laboral en relación con otros países desarrollados y el reto demográfico consecuencia del envejecimiento de la población. Aunque en principio recibidas con optimismo, las medidas lograron un impacto moderado en salarios y confianza del consumidor y la mayoría de japoneses declararon no haber notado ningún efecto positivo. Después del incremento de impuestos indirectos al consumo, incluso un 70% de los japoneses declararon en las encuestas su intención de reducir su nivel de gastos. En 2020, en plena pandemia de COVID-19, que dio lugar a una crisis económica mundial, Jun Saito del Centro de Investigación Económica de Japón declaró que el impacto derivado de la pandemia había dado el «golpe final» a la economía de Japón de larga data.